# Chambarak
Chambarak (in armeno Ճամբարակ?, fino al 1920 Mikhaylovka, dal 1920 al 1972 Karmir Gyugh, dal 1972 al 1991 Krasnoye, Krasnosel'sk, Krasnosyelsk o Kraside) è un comune dell'Armenia di 7 377 abitanti (2009) della provincia di Gegharkunik.
Chambarak venne fondata nel 1835-1840 sul fiume Getik da immigrati russi, con il nome di Mikhaylovka. Karmir Gyugh e Krasnosyelsk significano entrambi "villaggio rosso" rispettivamente in armeno e russo. Vi sono alcuni Khachkar risalenti al XIII secolo nella cittadina.